# Corporation for National and Community Service
Die Corporation for National and Community Service (CNCS) ist eine Agentur der US-amerikanischen Regierung, die durch ihre Zivilprogramme mehr als 5 Millionen US-amerikanische Bürger beschäftigt.
Aus dem National and Community Service Act of 1990 von George H. W. Bush als unabhängige Behörde der Vereinigten Staaten gegründet, nimmt sie seitdem vielmehr die Aufgaben einer Stiftung wahr. Sie ist auf der Behördenebene der größte staatliche Financier (Grandmaker) von bürgerschaftlichen Engagement.
Die Mission der Behörde: „support the American culture of citizenship, service, and responsibility“ (zu deutsch: Förderung der amerikanischen Kultur von gesellschaftlichem Engagement, Dienst und Verantwortung).

## Programme und Initiativen
Die unterstützten Programme sollen Gemeinden helfen Armut zu bekämpfen, bzw. Gemeinwohl und Bildung fördern und weiteren unerfüllte Nöten (adress unmet human needs) nachkommen.

### AmeriCorps
Das AmeriCorps ist ein Dachprogramm verschiedener staatlicher Beschäftigung, unter dem die Programme AmeriCorps National, AmeriCorps State, National Civilian Community Corps und Volunteers in Service to America laufen.
Das am 21. April, 2009, unterschriebene Gesetz Edward M. Kennedy Serve America Act vergrößerte das Programm erheblich. Bis zum Jahr 2017 stieg die Zahl der in dem Programm Beschäftigten von 75,000 auf 250,000, von denen 50 % Vollzeit beschäftigt sind. Das Programm sieht neben der Einrichtung eines Social Innovation Fonds, außerdem finanzielle Hilfen zur Studienfinanzierung und -förderung in den Vereinigten Staaten, wie auch für die Senior Corps vor.

### Employers of National Service
Im September 2014 stellte Barack Obama mit Employers of National Service auf dem 20-jährigen Jubiläum des AmeriCorps eine Anwerbeinitiative (Talent Community) für künftige Programme vor. Teilnehmer der Initiative, d. h. Angestellte des AmeriCorps, des Peace Corps, sowie Alumnis der beiden Programme werben vor Interessierten bzw. potentiellen Angestellten mit ihren (positiven) Erfahrungen und den Vorzügen, die sie mit dem Community Service verbinden. Eigenen Angaben zufolge sind seitdem über 500 Mitarbeiter angeworben worden.
Die Initiative wird unterstützt von den teilnehmenden Programmen, sowie der Service Year Alliance, AmeriCorps Alums und der National Peace Corps Association.

### Weitere Programme
- National Civilian Community Corps
- Volunteers in Service to America
- Senior Corps
- USA Freedom Corps
- President's Volunteer Service Award
- Presidential Freedom Scholarship Program
- FEMA Corps als Kooperationsprodukt mit der Federal Emergency Management Agency

### Frühere Programme

#### Learn and Serve America
Als Serve America wurde das Programm mit dem Ziel gegründet, die am Gemeinwohl orientierten Studierendenorganisationen und das Service-Learning in Schulen zu stärken. Im Jahr 2011 entschied das United States House Appropriations Committee, das Programm Learn and Serve America einzustellen.

### Leitungshistorie
|    | CEO                | Zeitraum  | Einberufen von |
| -- | ------------------ | --------- | -------------- |
| 1  | Eli Segal          | 1993–1995 | Clinton        |
| 2  | Harris Wofford     | 1995–2001 | Clinton        |
| 3  | Les Lenkowsky      | 2001–2003 | G.W. Bush      |
| 4  | David Eisner       | 2004–2008 | G.W. Bush      |
| 5  | Nicola Goren       | 2008–2010 |                |
| 6  | Patrick Corvington | 2010–2011 | Obama          |
| 7  | Robert Velasco II  | 2011–2012 |                |
| 8  | Wendy Spencer      | 2012–2017 | Obama          |
| 9  | Kim Mansaray       | 2017–2018 |                |
| 10 | Barbara Stewart    | 2018-     | Trump          |